# Sofijský rukopis Alexandreidy
Sofijský rukopis Alexandreidy (též Sofijská ilustrovaná Alexandreida) je kodex datovaný přibližně do 30. a 40. let 15. století. Dnes je uchováván v Národní knihovně sv. Cyrila a Metoděje (sign. NBKM 771) v bulharské Sofii.
Jedná se především o důležitý exemplář srbské Alexandreidy (vychází přímo ze starořeckého Pseudo-Kallisthéna, srbský překlad vznikl asi na konci 13. a začátku 14. století), rukopis poté obsahuje i Román o Troji a další kratší texty. Ovšem slávu si kodex získal i svým provedením ilustrací. Kodex obsahuje několik původních celostránkových iluminací, několik dosti povedených písařských kreseb a několik dalších později připojených obrázků. Iluminace se svým stylem zcela vymykají z kontextu, André Grabar poukázal na vliv židovských skriptorií.

## Obsažená literární díla
- Alexandreis (srbská redakce), fol. 1–192
- Legenda o Indickém království, fol. 194r–200r
- Román o Tróji, fol. 220–271

## Ilustrace
Kodex obsahuje zejména 13 iluminací k Alexandreidě, více míst bylo vynecháno a na některých jsou kresby (vesměs pozdějšího data).
- fol. 1v (kresba) – Alexandr na trůnu
- 4r (kresba) – dvě polopostavy, jeden oběšenec
- 4v (kresba) – cimbuří města
- 6v (kresba) – Nektanebo
- 7r (kresba) – sloupy s vyobrazením Nektaneba
- 8r (kresba) – město (nedokončeno)
- 10v (miniatura) – Alexandrovo narození
- 23r (miniatura) – Alexandrovo nastoupení vlády, Alexandr na trůnu, vedle čtyř rádců
- 37v (miniatura) – Alexandr na Bukefalovi a další rytíř
- 42v (kresba) – Byzas zakládá Byzanc
- 51v (kresba) – dva rytíři
- 52r (miniatura) – vyslanec odevzdává Alexandrovi dopis Dareiův
- 63r (miniatura) – nemocný Alexandr s lékařem Filippem
- 63v (miniatura) – Alexandr na oslavě se svými Makedonci
- 78v (kresba) – ?
- 92r (kresba) – Kandarkus a Ariobarzanes na šibenici
- 109v (kresba) – Alexandr u Euanthese
- 127v–128r (miniatura) – Alexandr a tři jeho rytíři, dva pěší vojáci bojují proti armádě slonů Prorose
- 135r (miniatura) – zápas Alexandra a Prorose
- 135v (miniatura) – Klytemnestra a smrtelného lože Prorose
- 191r (miniatura) – Alexandr se loučí na smrtelném loži s Roxanou a Olympiem
- 191v (miniatura) – Makedonci příjmají rozloučení s Alexandrem
- 192r (miniatura) – pomsta Bukefalova na Brionovi, Roxanina sebevražda
- 192v (miniatura) – Alexandrovo uložení

## Edice
- CHRISTIANS, Dagmar. Die Serbische Alexandreis: nach der Sofioter illustrierten Handschrift Nr. 771. Köln: Böhlau, 1991. Bausteine zur Slavischen Philologie und Kulturgeschichte. Reihe B, Editionen. ISBN 3-412-08391-7.
- Милутиновић, Милан et al. Софијска илустрована Александрида: фототипско изд. Београд : Народна библиотека Србије 1987.
- RINGHEIM, Allan. Eine altserbische Trojasage. Publications de l'Institut slave d'Upsal IV, Prague / Upsal 1951.
- Сперанский М.Н. Сказание об Индийском царстве // Известия по русскому языку и словесности АН СССР. 1930. Т. 3. Кн. 2. С. 282–283.